# Centrale nucléaire de Krümmel
La centrale nucléaire de Krümmel est une ancienne centrale nucléaire installée au bord de l'Elbe à Geesthacht, quartier de Krümmel, au sud-est de Hambourg en Allemagne. Elle est arrêtée définitivement depuis 2011. Elle appartient à un consortium constitué à parts égales par E.ON et Vattenfall.

## Caractéristiques
La centrale comporte un réacteur à eau bouillante (REB). 
- 1974 : début de la construction
- 14 septembre 1983 : première réaction nucléaire contrôlée
- 28 mars 1984 : mise en service commercial :
  - Puissance brute : 1402 MWe
  - Puissance nette : 1346 MWe
  - Production annuelle : 10,5 Md kWh (30 % de la production totale du Schleswig-Holstein)
- 4 juillet 2009 : dernier arrêt en raison d'un incident de transformateur

## Combustible nucléaire
Le réacteur à eau bouillante de la centrale de Krümmel utilisait 840 assemblages de dioxyde d'uranium (UO2) 9x9 (ou 10x10) dans son cœur.

### Utilisation du combustible MOX
En 2002, Vattenfall a demandé d'utiliser des éléments combustibles MOX dans le réacteur de Krümmel. L'utilisation de MOX dans les réacteurs à eau bouillante a été contestée. Des négociations impliquant Vattenfall et les associations environnementales se sont déroulées sous l'encadrement du ministère chargé de l'énergie à Kiel. Les négociations ont porté sur des aspects relatifs à la protection de l'environnement et à la sûreté.

## Incidents
Le transformateur de la centrale a pris feu en juin 2007, ne causant aucun blessé. Le feu fut maitrisé par les pompiers dans la journée. Le transformateur étant complètement séparé du réacteur lui-même, et après des expertises, aucune contamination radioactive n'a été détectée. Cet incident soulève à nouveau la question du devenir du nucléaire en Allemagne.
À la suite de cet incident, et de complications lors des révisions annuelles (fissures dans les armatures du cœur), la centrale a été mise en arrêt de tranche et ne produisait donc pas d'électricité. À la suite d'un nouvel incident en 2009 sur deux transformateurs, Vattenfall a licencié le directeur et décidé de remplacer les transfos. La centrale est donc restée arrêtée plusieurs mois, jusqu'à la décision de son arrêt définitif prise en août 2011.

## Démantèlement
D'ici fin 2018, 1000 éléments de combustible nucléaire doivent être évacués. Selon l'homme politique Robert Habeck, le démantèlement d'une centrale telle que Krümmel est un projet qui dure le temps d'une génération. L'exploitant Vattenfall annonce en 2015 que le démantèlement doit durer environ 15 à 20 ans.